# 心理测量者剧场版
《劇場版 PSYCHO-PASS心靈判官》（日语：劇場版 PSYCHO-PASS サイコパス）為2015年1月9日在日本超過一百家電影院上映的科幻犯罪動畫，由Production I.G公司負責製作動畫。電影由本廣克行擔任總導演，另外由塩谷直义擔任導演，虚渊玄與深见真負責劇本。電影被日本定位為十五歲以上才可觀賞。

## 劇情
劇場版的事件發生在動畫第一期結束後4年，2112年時擔任新人監視官的「常守朱」與執行官「狡嚙慎也」，和某位名為「槙島聖護」的男子相遇，而槙島身為某起事件幕後黑手，他動搖了維持世界和平的系統，並質疑其正當性。最後遭到狡嚙制裁後失去行蹤。
時間來到2116年，日本政府開始向海外戰亂國出口名為「Sibyl」的先知系統及無人駕駛機器人，企圖以此來普及人民心理數據化的管理方法，而正處於內戰狀況的東南亞地區「SEAUn」也引進此套系統，並讓水上都市「シャンバラフロート」獲得短暫和平。但這時SEAUn卻派出恐怖份子前往日本，企圖對系統中樞發動攻擊，其中也包含了某位男子的身影……

## 製作人員
- 總導演 - 本廣克行
- 導演 - 鹽谷直义
- 故事原案 - 虛淵玄
- 劇本 - 虛淵玄、深見真
- 分鏡 - 鹽谷直義、林祐一郎、柿本廣大、青木康浩、竹内敦志
- 演出 - 川崎逸朗、柿本廣大、黑川智之、細川秀樹、森大貴、鹽谷直義
- 角色原案 - 天野明
- 角色設計 - 恩田尚之、淺野恭司、青木康浩
- 總作畫監督 - 恩田尚之
- 色彩設計 - 上野詠美子
- 美術指導 - 草森秀一
- 3D指導 - 三村厚史
- 攝影監督 - 荒井榮兒
- 剪輯 - 村上義典
- 音樂 - 菅野祐悟
- 音效指導 - 岩浪美和
- 製作 - 清水賢治、古澤佳寛、森下勝司、北川直樹、中尾勇一、石川豐、Digitarou
- 首席製作人 - 山本幸治
- 製作人 - 森彬俊、齋藤雅哉、森廣扶美、戶堀賢治
- 動畫製作人 - 黑木類
- 動畫製作 - Production I.G
- 製作委員會 - PSYCHO-PASS製作委員会
- 發行 - 東寶映像事業部

## 主題歌
- 主題曲

「Who What Who What」
作詞、作曲、編曲：TK，歌：凜冽時雨
- 片尾曲

「名前のない怪物」
作詞、作曲、編曲：ryo，歌：EGOIST

## 反響
這部聚集虛淵玄、本廣克行及沖方丁等知名業界人士所製作出來的動畫系列，自推出首部曲後就一直是許多觀眾的關注焦點。如今，劇場版開片票房正式公開，僅用短短4天時間就衝破2億日圓營收，觀賞人數高達17萬人，整體成績可說是非常亮眼。其實這次劇場版上映的時間點與許多電影強作撞期，但依靠著官方各種宣傳企劃，如新宿車站的「Sibyl System Zone」、新宿LUMINE作品展示活動等等，都成功讓本作在強敵環繞的情況下奪得首週票房第4名。僅輸給大英雄天團、妖怪手錶～誕生的秘密喵！及ST_警視廳科學特搜班這三部作品，但這些作品的播映院數都高達300~400間，PSYCHO-PASS心靈判官劇場版僅以103間就緊追在後，讓官方非常滿意這次票房結果。而劇場版相關宣傳活動也在持續進行中，除上述兩項之外，官方也開始在東京其他地點展開展示活動。

## 外部連結
- Psycho-pass 官方網站